# Artvin (prowincja)
Artvin – prowincja w Turcji, w północno-wschodniej części kraju, położona nad Morzem Czarnym. Artvin leży na granicy z Gruzją.
Zamieszkiwana jest przez 191 934 mieszkańców (stan na 2007 rok).
Stolicą prowincji jest Artvin.
Powierzchnia: 7436 km ²